# Người ngoài hành tinh xâm lược Jafr
Người ngoài hành tinh xâm lược Jafr là một trò đùa ngày Cá tháng Tư được công bố trên trang nhất của tờ báo Jordan Al-Ghad vào ngày 1 tháng 4 năm 2010. Bài báo nói rằng UFO đã hạ cánh trong một sa mạc gần thị trấn Jafr, và mô tả các phi công của những vật thể bay này là "những sinh vật cao tới 3m (10ft)". Tờ báo đưa tin rằng tất cả việc liên lạc đều "vô hiệu" do hiệu ứng được các vật thể bay tạo ra.
Câu chuyện đã miêu tả rất chi tiết rằng thị trấn được thắp sáng bởi những chiếc đĩa bay của người ngoài hành tinh trong khi họ hạ cánh vào ban đêm, và ánh sáng khiến người dân phải chạy ra ngoài đường. Sau khi những tin tức từ bài báo lan truyền khắp thị trấn Jafr, nhiều cư dân đã sợ hãi và giữ chặt con cái của họ ở nhà không cho đến trường. Thị trưởng Jafr Mohammed Mleihan liền thông báo cho các cơ quan an ninh và chuẩn bị đưa ra lệnh di tản cho toàn bộ thị trấn 13.000 cư dân. Mleihan lưu ý rằng người dân "lo sợ người ngoài hành tinh sẽ tấn công họ" và xem xét việc khiếu kiện tờ báo vì "lời nói dối huênh hoang" của họ.
Tờ báo chính thức xin lỗi vì sự bất tiện do kiểu chơi khăm này gây ra. Biên tập viên của tờ báo không chỉ rõ lý do tại sao Jafr được chọn là khởi nguồn của trò đùa này, nhưng đài BBC ghi nhận rằng khu vực này vốn có "tiếng xấu" đối với các căn cứ quân sự được quân đội Mỹ sử dụng trong các cuộc tập trận chung với quân đội Jordan, từng bị cáo buộc là nơi chứa chấp các chiến binh al-Qaida.
Trò đùa này được đem ra so sánh với chương trình phát thanh năm 1938 War of the Worlds đã gây ra sự hoảng sợ ở nước Mỹ. Mặc dù trò đùa ngày Cá tháng Tư trên báo là một truyền thống phổ biến ở một số quốc gia, nhưng đây không phải là trường hợp phổ biến ở Jordan.